# Свято Найсвятішого Серця Ісуса

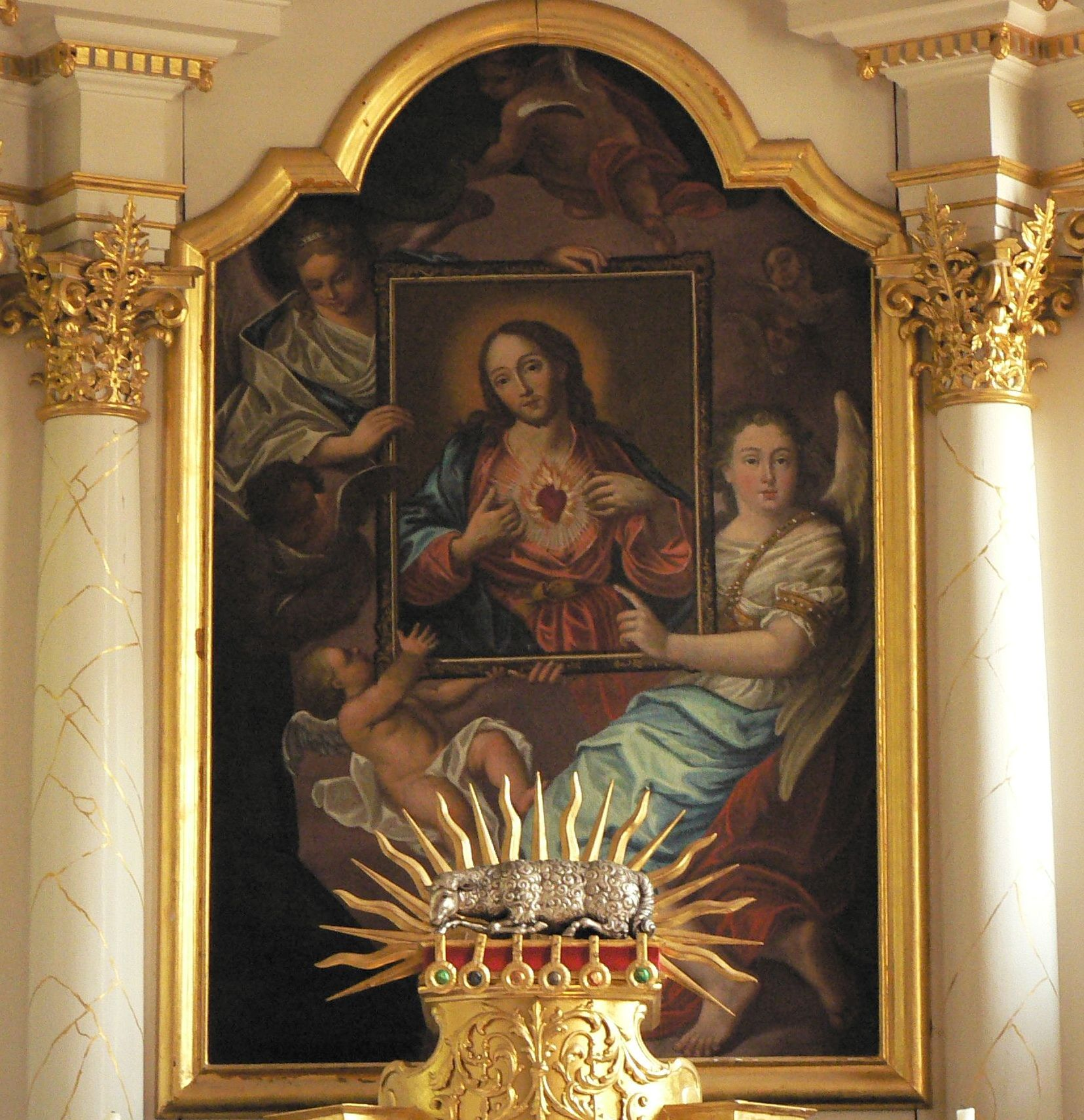
Ікона Ісуса і Його Пресвятого Серця

Символічне зображення Найсвятішого Серця

Свято Найсвятішого Серця Ісуса, також Пресвятого Серця Господнього (лат. Sollemnitas Sacratissimi Cordis Iesu) — римо-католицьке свято, що присвячене вшануванню Найсвятішого Серця Ісуса Христа. Відзначається в п'ятницю, на восьмий день після свята Тіла й Крові Христових і на дев'ятнадцятий день після Дня Святої Трійці. Серце Христове є символом любові Бога до людей; свято Серця Ісуса, таким чином, відображає подяку Господові за Його любов і дарований порятунок. Має статус торжества, вищого ступеня в ієрархії католицьких свят.
Свято з'явилося порівняно недавно — у XIX столітті.
Не викликає сумніву, однак, що вшанування Серця Ісуса, як символу любові до людей, виникло значно раніше, ще в Середні віки у багатьох монастирях були поширені молитовні практики, що присвячені ранам Христа і Його Серцю. У XVII столітті св. Маргарита Марія Алякок бачила у своїх видіннях Христа, що виразив бажання, щоб Його Серце вшановувалося Церквою.
Однак, це побажання тривалий час залишалося невиконаним, багато богословів сумнівалися в необхідності встановлення нового всецерковного вшанування, лише в 1856 р. папа Пій IX установив обов'язкове святкування торжества Пресвятого Серця.
Найвідомішим храмом, посвяченим шануванню Серця Ісуса, є Базиліка Сакре-Кер у Парижі.
Дні святкування торжества Найсвятішого Серця Ісуса:
- 2025 — 7 червня
- 2025 — 27 червня
- 2025 — 16 червня
- 2026 — 12 червня
- 2027 — 4 червня
- 2028 — 23 червня
- 2029 — 8 червня
- 2030 — 28 червня
- 2031 — 20 червня
- 2032 — 4 червня
- 2033 — 24 червня
- 2034 — 16 червня
- 2035 — 1 червня